# Schronisko Górskie „Szarotka”
Schronisko Górskie „Szarotka” – nieistniejące prywatne schronisko turystyczne, położone we wsi Lasówka, u stóp Gór Bystrzyckich, tuż przy drodze wojewódzkiej nr 389 Duszniki-Zdrój-Międzylesie. Schronisko zostało urządzone w budynku dawnej szkoły. Obiekt posiadał 24 miejsca noclegowe, do dyspozycji gości udostępniana była kuchnia.

Schronisko zostało zlikwidowane z początkiem 2009 roku.

## Szlaki turystyczne
Obok schroniska przechodzi szlak turystyczny:
- - odcinek Głównego Szlaku Sudeckiego prowadzącego na trasie: Duszniki-Zdrój – Droga Sudecka – Zieleniec – Schronisko Górskie „Szarotka” – Schronisko PTTK „Jagodna” (Przełęcz Spalona) – Ponikwa – Długopole-Zdrój.